# William Marshall (direttore della fotografia)
William Marshall (16 gennaio 1885 – Los Angeles, 25 aprile 1943) è stato un direttore della fotografia statunitense di origine turca.

## Biografia
Nato in Turchia nel 1885, William Marshall diventò direttore della fotografia lavorando in alcuni dei film più popolari del cinema muto hollywoodiano quali Lo sceicco con Rodolfo Valentino.

## Filmografia
- Under Cover, regia di Robert G. Vignola (1916)
- The Reward of Patience, regia di Robert G. Vignola (1916)
- La figlia degli Dei (A Daughter of the Gods), regia di Herbert Brenon (1916)
- Great Expectations, regia di Robert G. Vignola e Paul West (1917)
- Shirley Kaye, regia di Joseph Kaufman (1917)
- In Pursuit of Polly, regia di Chester Withey (1918)
- The Song of Songs, regia di Joseph Kaufman (1918)
- Hawthorne of the U.S.A., regia di James Cruze - scenografo (1919)
- Crooked Streets, regia di Paul Powell (1920)
- A Wise Fool, regia di George Melford (1921)
- Lo sceicco (The Sheik), regia di George Melford (1921)
- Il mozzo dell'Albatros (Moran of the Lady Letty), regia di George Melford (1922)
- The Bachelor Daddy, regia di Alfred Green (1922)
- On Time, regia di Henry Lehrman (1924)
- The Good Bad Boy, regia di Edward F. Cline (1924)
- La rivincita di Fanny (Hot News), regia di Clarence G. Badger (1928)